# Nazionale maschile under 21 di calcio dell'Estonia
La Nazionale di calcio estone Under-21 è la rappresentativa calcistica Under-21 dell'Estonia ed è posta sotto l'egida della EJL. La squadra partecipa al campionato europeo di categoria che si tiene ogni due anni.

## Partecipazioni ai tornei internazionali

### Europeo U-21
Dal 1940 al 1991 l'Estonia non aveva una propria nazionale in quanto lo stato estone era inglobato nell'Unione Sovietica. Esisteva, quindi, un'unica nazionale che rappresentava tutta l'Unione Sovietica.
- 1996: Non qualificata
- 1998: Non qualificata
- 2000: Non qualificata
- 2002: Non qualificata
- 2004: Non qualificata
- 2006: Non qualificata
- 2007: Non qualificata
- 2009: Non qualificata
- 2011: Non qualificata
- 2013: Non qualificata
- 2015: Non qualificata
- 2017: Non qualificata
- 2019: Non qualificata
- 2021: Non qualificata

## Rosa attuale
Elenco dei convocati per la gara contro la Scozia del 28 marzo 2017.
Presenze e reti aggiornate al 28 marzo 2017
| 1  | P | Andreas Vaikla       | 19 febbraio 1997  | 3  | 0 | IFK Mariehamn            |  |  |
| 12 | P | Karl Johan Pechter   | 2 marzo 1996      | 0  | 0 | Tammeka                  |  |  |
|    |   |                      |                   |    |   |                          |  |  |
| 2  | D | Märten Kuusk         | 5 aprile 1996     | 12 | 0 | Flora Tallinn (capitano) |  |  |
| 3  | D | Henrik Pürg          | 3 giugno 1996     | 9  | 0 | Nõmme Kalju              |  |  |
| 4  | D | Marco Lukka          | 4 dicembre 1996   | 1  | 0 | Flora Tallinn            |  |  |
| 5  | D | Michael Lilander     | 20 giugno 1997    | 1  | 0 | Paide Linnameeskond      |  |  |
| 13 | D | Alger Džumadil       | 29 luglio 1996    | 1  | 0 | Paide Linnameeskond      |  |  |
| 15 | D | Oskar Berggren       | 30 ottobre 1997   | 1  | 0 | Flora Tallinn            |  |  |
|    |   |                      |                   |    |   |                          |  |  |
| 6  | C | Mihkel Ainsalu       | 8 marzo 1996      | 17 | 0 | Flora Tallinn            |  |  |
| 7  | C | Mark Oliver Roosnupp | 12 maggio 1997    | 10 | 1 | Levadia                  |  |  |
| 8  | C | German Šlein         | 28 marzo 1996     | 12 | 0 | Flora Tallinn            |  |  |
| 14 | C | Sören Kaldma         | 3 luglio 1996     | 2  | 0 | Paide Linnameeskond      |  |  |
| 16 | C | Martin Miller        | 25 settembre 1997 | 10 | 1 | Flora Tallinn            |  |  |
| 17 | C | Herol Riiberg        | 14 aprile 1997    | 1  | 0 | Flora Tallinn            |  |  |
| 18 | C | Vlasiy Sinyavskiy    | 27 novembre 1996  | 7  | 0 | Nõmme Kalju              |  |  |
| 20 | C | Randin Rande         | 28 luglio 1997    | 1  | 0 | Tammeka                  |  |  |
|    |   |                      |                   |    |   |                          |  |  |
| 9  | A | Peeter Klein         | 28 gennaio 1997   | 1  | 0 | Nõmme Kalju              |  |  |
| 10 | A | Rauno Sappinen       | 23 gennaio 1996   | 13 | 2 | Flora Tallinn            |  |  |
| 11 | A | Frank Liivak         | 7 luglio 1996     | 17 | 1 | Sarajevo                 |  |  |
| 19 | A | Andre Järva          | 21 novembre 1996  | 8  | 2 | Paide Linnameeskond      |  |  |